# Quartel de Sacerdotes da Concentração de Dachau

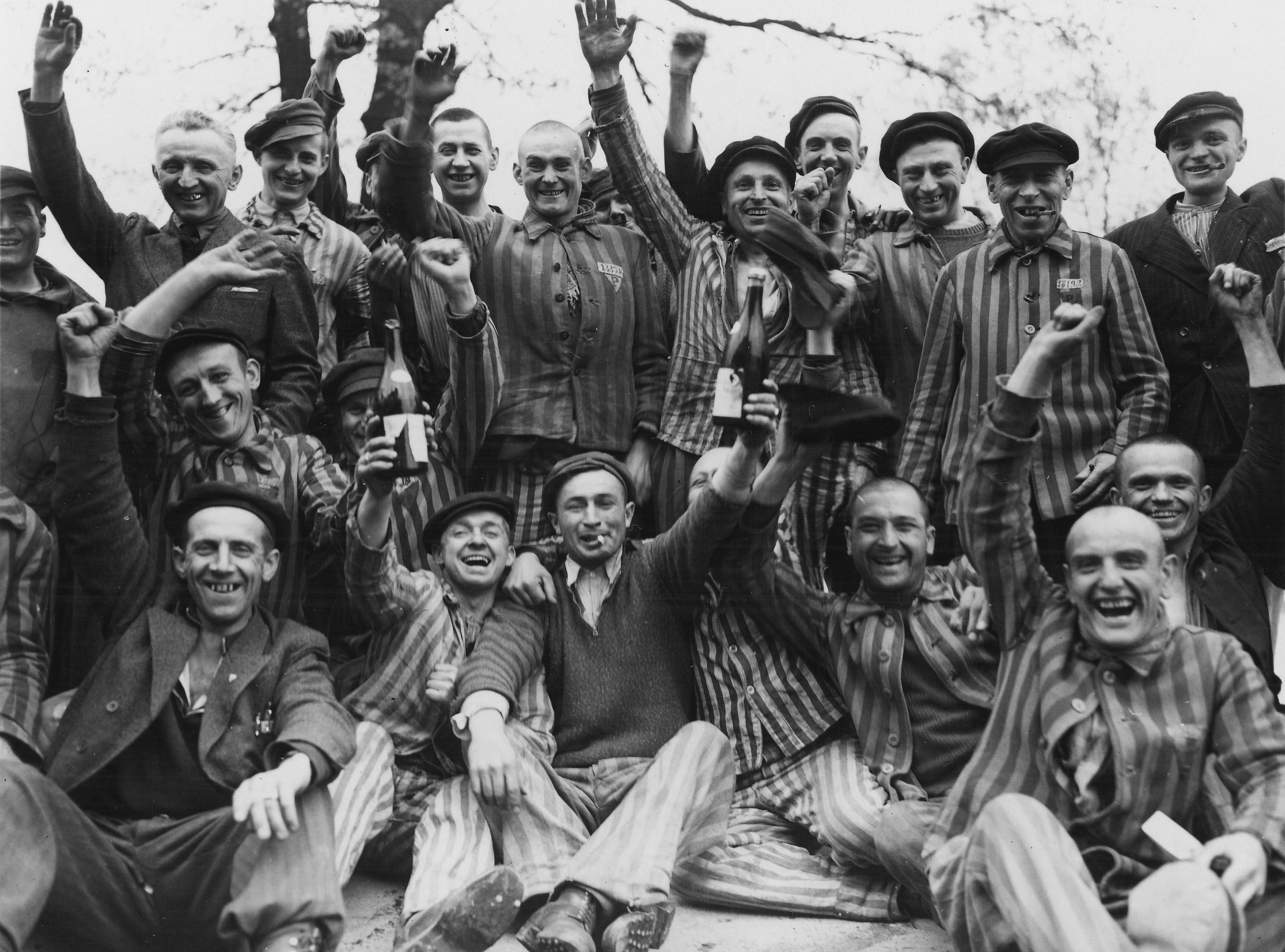
Prisioneiros poloneses em Dachau brindam sua libertação do campo. Os poloneses constituíam o maior grupo étnico do campo e a maior proporção dos presos no Quartel dos Sacerdotes de Dachau.

O Quartel de Sacerdotes da Concentração de Dachau (em alemão Pfarrerblock, ou Priesterblock) encarcerou o clero que se opunha ao regime nazista de Adolf Hitler. A partir de dezembro de 1940, Berlim ordenou a transferência de prisioneiros clericais mantidos em outros campos, e Dachau tornou-se o centro de prisão de clérigos. De um total de 2.720 clérigos registrados como presos em Dachau, cerca de 2.579 (ou 94,88%) eram católicos romanos. Entre as outras denominações, havia 109 protestantes, 22 ortodoxos gregos, 8 velhos católicos e mariavitas e 2 muçulmanos. Os membros da Companhia de Jesus (jesuítas) eram o maior grupo entre o clero encarcerado em Dachau.

## Contexto

### Campo de Concentração de Dachau

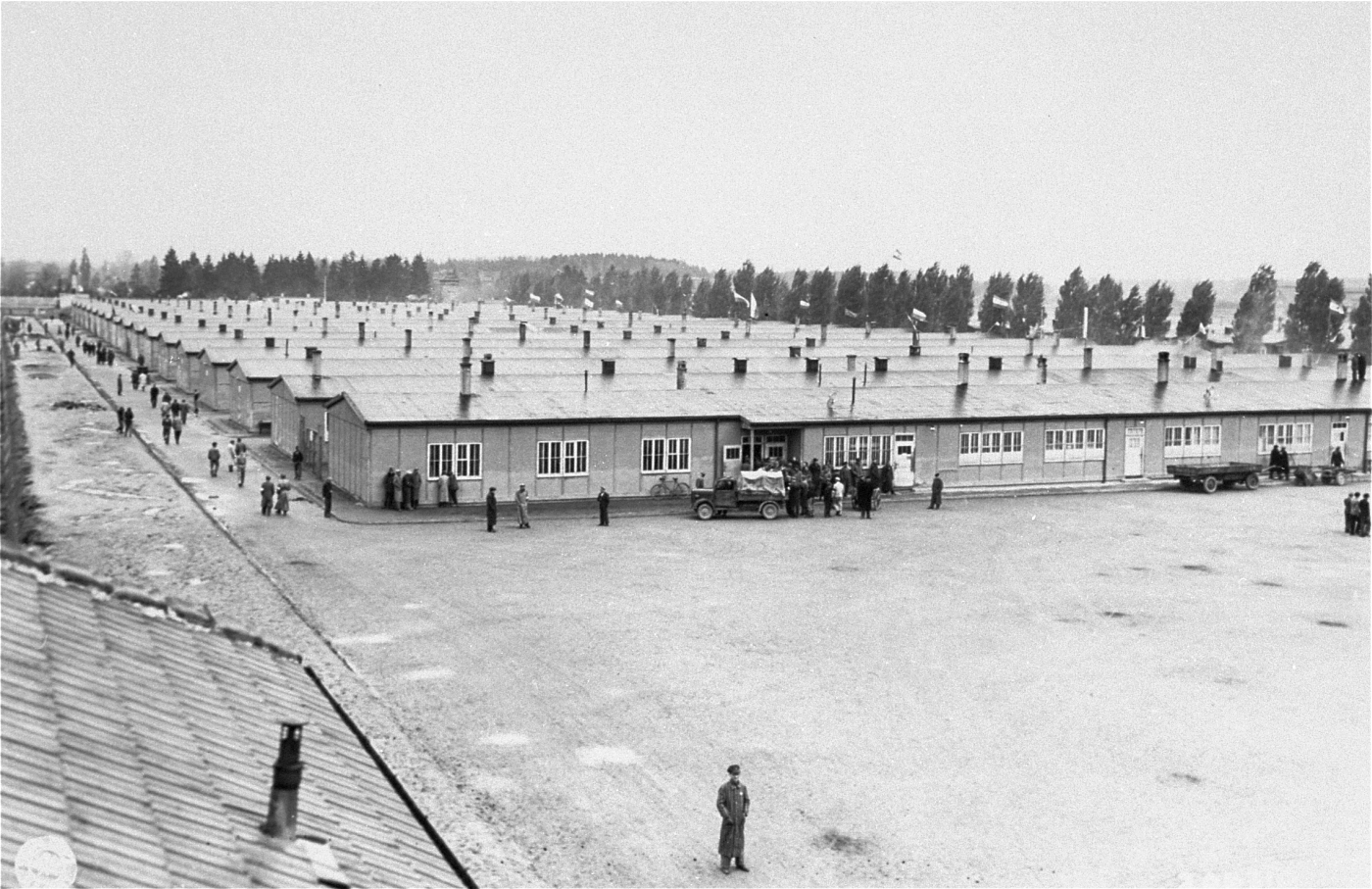
Quartel do Prisioneiro do Campo de Concentração de Dachau.

Dachau foi estabelecido em março de 1933 como o primeiro campo de concentração nazista. Dachau era principalmente um campo político, e não um campo de extermínio, mas de cerca de 160 mil prisioneiros enviados para o campo principal, mais de 32 mil foram executados ou morreram de doenças, desnutrição ou brutalização. Os prisioneiros de Dachau foram usados como cobaias em experimentos médicos nazistas. Os doentes foram enviados para Hartheim para serem assassinados (enquadrados como "eutanásia" no Programa T4).
Juntamente com os padres, outros presos políticos, incluindo social-democratas e comunistas, judeus, ciganos, testemunhas de Jeová e homossexuais também foram encarcerados em Dachau.

### A luta da igreja
Antes da votação do Reichstag no Ato de Habilitação, sob o qual Hitler ganhou os poderes ditatoriais "temporários" com os quais desmantelou permanentemente a República de Weimar, Hitler prometeu ao Reichstag em 23 de março de 1933 que não iria interferir nos direitos das igrejas. No entanto, com o poder garantido na Alemanha, Hitler rapidamente quebrou essa promessa. Ele dividiu a Igreja Luterana (principal denominação protestante da Alemanha) e instigou uma perseguição brutal às Testemunhas de Jeová. Ele desonrou uma Concordata assinada com o Vaticano e permitiu uma perseguição à Igreja Católica na Alemanha. O plano de longo prazo era "des-cristianizar a Alemanha após a vitória final". Os nazistas cooptaram o termo Gleichschaltung para significar conformidade e subserviência à linha do Partido Nacional Socialista Alemão dos Trabalhadores: "não havia lei senão Hitler e, finalmente, nenhum deus além de Hitler". Dentro de um curto período, o conflito do governo nazista com as igrejas se tornou uma fonte de grande amargura na Alemanha.
O próprio Hitler possuía instintos radicais em relação ao conflito contínuo com as Igrejas Católica e Protestante na Alemanha. Embora ocasionalmente falasse em querer atrasar a luta da Igreja e estivesse preparado para conter o seu anti-clericalismo por considerações políticas, os seus "comentários inflamados deram aos seus subordinados imediatos toda a licença de que necessitavam para aumentar a tensão na 'Luta da Igreja, confiantes de que estavam "a trabalhar em prol do Führer'".  Uma perseguição ameaçadora, embora inicialmente esporádica à Igreja Católica na Alemanha, seguiu a tomada nazista. O regime concordou com o Vaticano, o Tratado de Reichskonkordat, que proibia o clero de participar da política. A Concordata, escreveu William Shirer, "quase não foi colocado no papel antes de ser quebrado pelo governo nazista". Em 25 de julho, os nazistas promulgaram sua lei de esterilização, uma política ofensiva aos olhos da Igreja Católica. Cinco dias depois, os movimentos começaram a dissolver a Liga da Juventude Católica. Clérigos, freiras e líderes leigos começaram a ser alvo, levando a milhares de prisões nos anos seguintes, muitas vezes sob acusações de contrabando de moeda ou "imoralidade". Diante dessa perseguição, o papa Pio XI emitiu sua enciclopédia Morge Brennender Sorge, que denunciou a ideologia pagã do nazismo. Em resposta, centenas de clérigos foram presos e enviados para os campos de concentração.
Ian Kershaw escreveu que a subjugação das igrejas protestantes provou ser mais difícil do que Hitler tinha previsto. Com 28 igrejas regionais separadas, a sua tentativa de criar uma Igreja Reich unificada através Gleichschaltung acabou por fracassar, e Hitler ficou desinteressado em apoiar o chamado movimento alinhado nazista "cristãos alemães". Hitler instalou seu amigo Ludwig Muller, nazista e ex-capelão naval, para servir como bispo do Reich, mas as opiniões heréticas de Muller contra São Paulo e as origens semíticas de Cristo e a Bíblia rapidamente alienaram seções da igreja protestante. O pastor Martin Niemöller respondeu com a Liga de Emergência dos Pastores, que reafirmou a Bíblia. O movimento cresceu na Igreja Confessante, da qual alguns clérigos se opuseram ao regime nazista. A Igreja Confessante foi banida em 1 de julho de 1937. Niemöller foi preso pela Gestapo e enviado aos Campos de Concentração. Ele permaneceu principalmente em Dachau até a queda do regime. As universidades teológicas foram fechadas e outros pastores e teólogos presos. Dietrich Bonhoeffer, outro porta-voz principal da Igreja Confessora, foi desde o início um crítico do racismo do regime Hitler e tornou-se ativo na Resistência alemã - apelando aos cristãos para que se pronunciassem contra as atrocidades nazistas. Preso em 1943, foi implicado na execução do atentado de 20 de julho de 1944 para assassinar.

### Alvo do clero
Num esforço para contrariar a força e influência da resistência espiritual, os registos nazistas revelam que os serviços de segurança monitorizaram de muito perto as atividades dos bispos - instruindo que se estabeleçam agentes em cada diocese, que se obtenham os relatórios dos bispos ao Vaticano e que se descubram as áreas de atividade dos bispos. Os decanos deveriam ser visados como os "olhos e ouvidos dos bispos" e uma "vasta rede" estabelecida para monitorizar as atividades do clero comum: "A importância deste inimigo é tal que os inspetores da polícia de segurança e do serviço de segurança farão deste grupo de pessoas e das questões discutidas por eles a sua especial preocupação".
Em Dachau: The Official History 1933-1945, Paul Berben escreveu que o clero era observado de perto, e frequentemente denunciado, preso e enviado para campos de concentração: "Um padre foi preso em Dachau por ter declarado que também havia boa gente na Inglaterra; outro sofreu o mesmo destino por avisar uma moça que queria casar com um homem S.S. depois de abjurar a fé católica; ainda outro porque realizou um serviço para um comunista falecido". Outras foram presas simplesmente por serem "suspeitas de atividades hostis ao Estado" ou por haver razões para "supor que os seus negócios poderiam prejudicar a sociedade".

## Clero em Dachau

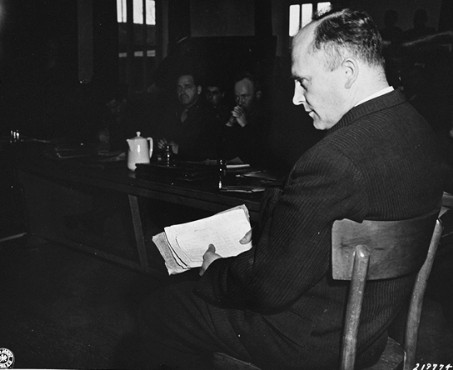
Friedrich Hoffman, um padre tcheco, testemunha no julgamento de ex-funcionários do campo e prisioneiros de Dachau. Na mão, ele tem um pacote de registros que mostram que 324 padres morreram no campo após serem expostos à malária durante experimentos médicos nazistas.

Muitos clérigos foram presos em Dachau. O primeiro eclesiástico chegou a Dachau em 1935, mas a partir de 1940, Dachau tornou-se o ponto de concentração para os prisioneiros clericais do regime nazista. Antes disso, nas primeiras fases do campo, as SS tinham permitido que um padre local fissesse missa aos domingos no campo, mas inventaram desencorajamentos para os prisioneiros: após a primeira missa católica em julho de 1933, os que assistiam eram alinhados em filas e forçados a cuspir, depois lambiam a cara dos outros alinhados, antes de serem espancados. O padre atendente foi também humilhado e espiado, mas foi autorizado a ouvir confissões - na presença de um guarda das SS. Por fim, a SS agendaram trabalho extra para os participantes da missa e disseram ao padre que só dois desejavam assistir à missa, altura em que o padre deixou de visitar.
Em 11 de dezembro de 1935, Wilhelm Braun, um teólogo católico de Munique, tornou-se o primeiro clérigo preso em Dachau. A anexação da Áustria assistiu a um aumento do número de reclusos clericais. Berben escreveu: "O comandante na altura, Loritz, perseguiu-os com ódio feroz, e infelizmente encontrou alguns prisioneiros para ajudar os guardas no seu trabalho sinistro".  Até 1940, os prisioneiros clericais eram inicialmente colocados nos blocos de punição 15 e 17 após a chegada, onde permaneceriam por um tempo antes de serem distribuídos entre os outros blocos. A partir de dezembro de 1940, Berlim ordenou que todo o clero distribuído na rede nazista de campos de concentração fosse transferido para Dachau, após o que o campo se tornou o local de encontro de milhares de clérigos de todas as classes. Os clérigos foram transferidos de Buchenwald, Gusen, Mathausen e Sachenhausen - embora alguns tenham permanecido, classificados em outras categorias como "comunista" pelas autoridades nazistas.
A hierarquia racial da ideologia nazista viu os padres alemães receberem certas concessões e melhor tratamento do que outros. Com o terrível estado do esforço de guerra da Alemanha em 1944, os padres alemães foram convidados a se juntar às forças armadas. Alguns se ofereceram para o corpo médico, a maioria recusou e as autoridades desistiram.

### Atividades religiosas
Apesar da hostilidade da SS à observância religiosa, os bispos do Vaticano e da Alemanha fizeram lobby com sucesso pelo regime para concentrar o clero em um campo e obtiveram permissão para construir uma capela, para que os padres vivessem em comunidade e que lhes fosse concedido tempo para a atividade religiosa e intelectual. Os padres foram retirados dos blocos de punição e reunidos nos blocos 26, 28 - e 30, embora apenas temporariamente. 26 se tornaram o bloco internacional e 28 foram reservados para os poloneses - o grupo mais numeroso.
Uma capela foi construída no bloco 26 e a primeira missa realizada em 20 de janeiro de 1941. Duas mesas foram reunidas para formar um altar, e os sacerdotes se contentaram com uma única vestimenta e os escassos acessórios trazidos por um capelão polonês de Sachsenhausen. O edifício melhorou em outubro de 1941, mas o altar e os acessórios foram mantidos por seu valor simbólico. Em 1944, o tabernáculo, os candelabros, as estátuas e as estações da cruz estavam presentes e havia uma variedade de itens espalhados, secretamente feitos ou recolhidos através de pacotes de comida. Prisioneiros de todos os comércios contribuíram para a construção e manutenção. O tabernáculo foi originalmente decorado com metal de latas de comida, mas a partir de 1944 por madeira de pera esculpida, atrás do qual havia um crucifixo enviado por uma congregação de Munster. Uma estátua de Maria também foi doada na Páscoa de 1943, colocada em um altar especial e apelidada de "Nossa Senhora de Dachau". Berben escreveu: 
O trabalho dos doentes tanto por parte do clero como dos leigos acabara por conseguir um milagre. A capela tinha 20 metros de comprimento e 9 de largura e podia albergar cerca de 800 pessoas, mas muitas vezes mais de mil pessoas. As paredes eram pintadas com cruzes verdes claras alternando com lírios. Foi tomado especial cuidado com a decoração da extremidade leste atrás do altar. Os vitrais... tinham sido feitos para parecerem vitrais... mas em Setembro de 1941, quando o clero alemão foi separado dos outros, os vitrais que olhavam para o Bloco 28 foram cobertos com uma espessa camada de tinta branca.
- Extracto de ''Dachau'': A História Oficial de 1933-1945'' de Paul Berben
Os prisioneiros não clínicos foram proibidos de sair da capela - e arame farpado erguido no esforço de manter os clérigos separados dos outros prisioneiros. A fricção e os ciúmes desenvolveram-se entre os "prisioneiros comuns". As SS continuaram a perseguir os sacerdotes da capela - roubando a eucaristia, pisando rosários e medalhões. Em Março de 1941, as condições melhoraram novamente, com a flexibilização dos requisitos de trabalho, permissão para meditação, permissão para ler jornais e utilizar a biblioteca, e a atribuição de prisioneiros russos e polacos para cuidar dos aposentos dos padres. Foram fornecidos brevemente vinho e cacau. "Parece que isto se deveu à intervenção do Vaticano", escreveu Berben - embora os guardas do campo tenham continuado a procurar humilhar os padres.
A atividade religiosa fora da capela era totalmente proibida.  Os não-clérigos estavam proibidos de entrar no edifício, e, escreveu Berben, que o clero alemão temia que a violação desta regra os fizesse perder a sua capela: "o clero do Bloco 26 observou esta regra de uma forma sem coração, o que naturalmente levantou uma tempestade de protestos. Com os polacos do Bloco 28 foi diferente: todos os cristãos de qualquer nacionalidade foram acolhidos como irmãos e convidados a assistir às missas dominicais clandestinas, celebradas antes do amanhecer em condições que lembravam as catacumbas". sacerdotes secretamente confessavam e distribuíam a Eucaristia entre outros prisioneiros.
A partir de março de 1943, todos os padres podiam oficiar em massa e, em 1944, eram realizadas missas todos os domingos, oficiadas por todas as nacionalidades e a capela também era usada por outras denominações. Embora os católicos pudessem se comunicar em latim, a natureza multinacional da população carcerária dificultava a comunicação.
Em dezembro de 1944, Karl Leisner, um diácono de Münster que estava morrendo de tuberculose, recebeu sua ordenação em Dachau. Gabriel Piguet, bispo de Clermont-Ferrand havia chegado ao campo em setembro e pôde organizar os documentos necessários. Os objetos de culto necessários foram escondidos secretamente, a cruz do bispo, a mitra, a batina e a capa foram improvisadas e Piquet presidiu a cerimônia secreta, permitindo que Leisner fizesse sua primeira missa. O novo padre morreu logo após a libertação do campo.

### Tratamento do clero polonês

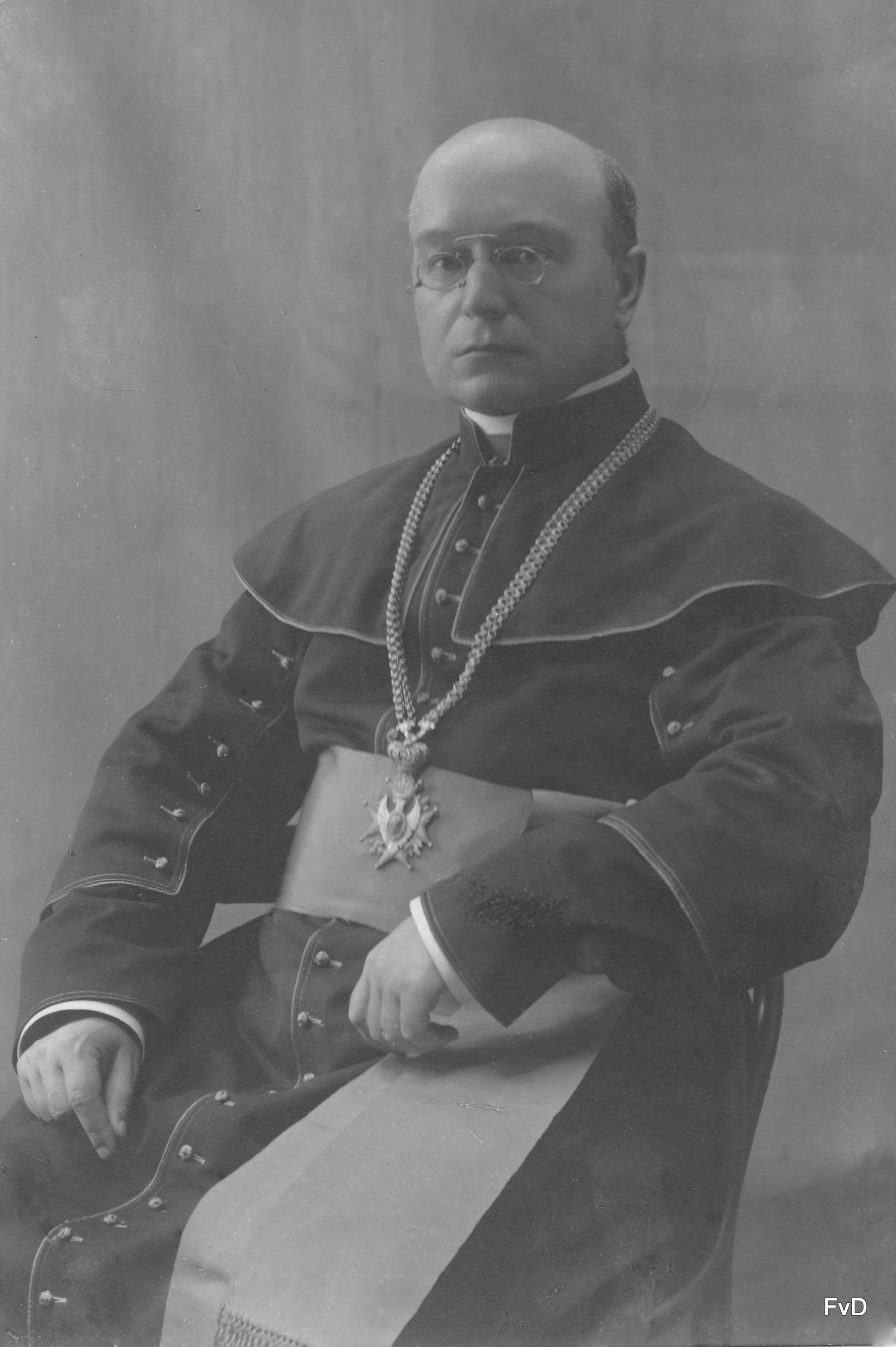
Antoni Zawistowski foi torturado e morreu em Dachau em 1942. 1780 clérigos poloneses foram enviados para Dachau, e muitos são lembrados entre os 108 mártires poloneses da Segunda Guerra Mundial.

Os nazistas introduziram uma hierarquia racial - mantendo os poloneses em condições adversas, enquanto favoreciam os padres alemães. 697 poloneses chegaram em dezembro de 1941, e mais 500 do clero principalmente idosos foram trazidos em outubro do ano seguinte. Vestido inadequadamente para o frio intenso, desse grupo apenas 82 sobreviveram. Um grande número de padres poloneses foi escolhido para experimentos médicos nazistas. Em novembro de 1942, 20 receberam catarro. 120 foram utilizados pelo Dr. Schilling para experimentos com malária entre julho de 1942 e maio de 1944. Vários poloneses morreram com os "trens inválidos" enviados do campo, outros foram liquidados no campo e receberam certificados falsos de morte. Alguns morreram de punição cruel por delitos - espancados até a morte ou correndo até a exaustão.
Aos sacerdotes polacos não era permitida a atividade religiosa. Prisioneiros anti-religiosos foram plantados no bloco polaco para observar que a regra não foi quebrada, mas alguns encontraram formas de contornar a proibição: celebrando clandestinamente a missa nos seus detalhes de trabalho. Em 1944, as condições tinham sido flexibilizadas e os polacos podiam realizar um serviço semanal. Eventualmente, foram autorizados a assistir à capela, com as esperanças de vitória da Alemanha na guerra a desvanecerem-se.

### Condições no acampamento
1942 foi um ano doloroso para os reclusos de Dachau. Exaustos pelo trabalho forçado e confrontados com a má nutrição, os reclusos foram forçados a varrer a neve pesada. Centenas de pessoas morreram nos Blocos 26, 28 e 30. O clero - mesmo os alemães mais jovens - foram postos a trabalhar em plantação, reparação de roupa e alguns em trabalhos de escritório. A chegada de um novo comandante melhorou as condições a partir de agosto do mesmo ano. Foram permitidos pacotes alimentares para o clero - e estes vieram de famílias, paroquianos e grupos eclesiásticos, permitindo a distribuição secreta a outros prisioneiros, mas o relativo conforto proporcionado aos padres enfureceu os prisioneiros comuns. Alguns sacerdotes distribuíam a sua comida - outros acumulavam-na. Os pacotes alimentares cessaram em 1944, à medida que as comunicações da Alemanha se deterioravam nas fases finais da guerra, embora os padres alemães continuassem a receber bilhetes de alimentação extra.
Os clérigos foram excluídos dos cargos administrativos no campo até 1943 - prisioneiros antipáticos receberam os cargos antes disso. A partir de 1943, o clero poderia trabalhar como enfermeiro e fornecer ajuda espiritual aos doentes - alguns, conseqüentemente, vítimas de doenças infecciosas.
Segundo Ronald Rychlak, os prisioneiros do clero foram tratados marginalmente melhor do que outros prisioneiros, no entanto, o tratamento piorou na sequência de anúncios papais ou episcopais críticos do regime nazista, como o discurso de Natal de 1942 do Papa Pio XII . Em uma Páscoa, os guardas marcaram a Sexta-feira Santa torturando 60 padres. Amarrando as mãos atrás das costas, prendendo os pulsos e içando-os pelas correntes - rasgando as juntas e matando e desativando vários padres. A ameaça de mais tortura foi usada para manter os padres obedientes. Havia tanta falta de comida que os prisioneiros recuperavam restos da pilha de composto.
Um padre austríaco, Andreas Reiser, de Dorgastein, foi preso por apresentar um aviso em sua igreja que denunciou o sistema nazista. Enviado a Dachau em agosto de 1938, ele mais tarde escreveu sobre sua experiência, dizendo que os prisioneiros estavam despidos até a cintura, barbeados e forçados a trabalhar durante o dia. Um jovem guarda da SS foi designado para atormentá-lo e, a certa altura, forçou Reiser a enrolar arame farpado na cabeça como uma "coroa de espinhos" e carregar pranchas (como Cristo "carregava a cruz"), enquanto prisioneiros judeus foram forçados a cuspir ele. Dachau foi reaberto em 1940, quando o padre alemão Fritz Seitz se tornou o primeiro preso clerical - ele foi ridicularizado na chegada e disse que o papa seria preso em Dachau no final da guerra.
Em um livro sobre seu tempo em Dachau, o padre Jean Bernard, do Luxemburgo, escreveu que, embora proibido proibir a missa, os sacerdotes traziam grande conforto através da realização de missas secretas, usando pedaços de pão como comunhão.

### Estatísticas
De um total de 2.720 clérigos registrados como presos em Dachau, a esmagadora maioria, 2.579 (ou 94,88%) eram católicos. Entre as outras denominações, havia 109 luteranos (conhecidos em alemão como evangélicos), 22 ortodoxos gregos, 8 velhos católicos e mariavitas e 2 muçulmanos. Em Dachau: The Official History 1933-1945, Paul Berben observou que a investigação de R. Schnabel em 1966, Die Frommen in der Holle encontrou um total alternativo de 2.771 e incluiu o destino de todo o clero listado, com 692 anotados como falecidos e 336 enviados em "cargas de trem inválidas" e, portanto, presumivelmente mortos.
Kershaw observou que cerca de 400 padres alemães foram enviados para Dachau. É difícil afirmar o número total, pois alguns clérigos não foram reconhecidos como tais pelas autoridades do campo e alguns - principalmente os poloneses - não desejavam ser identificados como tal, temendo que fossem maltratados.
Os membros da Sociedade Católica de Jesus (jesuítas) eram o maior grupo entre o clero encarcerado em Dachau.
| Nacionalidade   | Número total | Libertados | Transferido para outro lugar | Libertados em 24 de abril de 1945 | Mortos |
| --------------- | ------------ | ---------- | ---------------------------- | --------------------------------- | ------ |
| Polônia         | 1780         | 78         | 4                            | 830                               | 868    |
| Alemanha        | 447          | 208        | 100                          | 45                                | 94     |
| França          | 156          | 5          | 4                            | 137                               | 10     |
| Tchecoslováquia | 109          | 1          | 10                           | 74                                | 24     |
| Países Baixos   | 63           | 10         | 0                            | 36                                | 17     |
| Iugolávia       | 50           | 2          | 6                            | 38                                | 4      |
| Bélgica         | 46           | 1          | 3                            | 33                                | 9      |
| Itália          | 28           | 0          | 1                            | 26                                | 1      |
| Luxemburgo      | 16           | 2          | 0                            | 8                                 | 6      |
| Dinamarca       | 5            | 5          | 0                            | 0                                 | 0      |
| Lituânia        | 3            | 0          | 0                            | 3                                 | 0      |
| Hungria         | 3            | 0          | 0                            | 3                                 | 0      |
| Apátridas       | 3            | 0          | 1                            | 2                                 | 0      |
| Suiça           | 2            | 1          | 0                            | 0                                 | 1      |
| Grécia          | 2            | 0          | 0                            | 2                                 | 0      |
| Reino Unido     | 2            | 0          | 1                            | 1                                 | 0      |
| Albânia         | 2            | 0          | 2                            | 0                                 | 0      |
| Noruega         | 1            | 1          | 0                            | 0                                 | 0      |
| Romênia         | 1            | 0          | 0                            | 1                                 | 0      |
| Espanha         | 1            | 0          | 0                            | 1                                 | 0      |
| TOTAL           | 2720         | 314        | 132                          | 1240                              | 1034   |

## Prisioneiros de alto perfil
Um pequeno número de clérigos em Dachau foi mantido em celas particulares no bunker. Entre eles estavam presos de destaque o Dr. Johannes Neuhäusler, um bispo auxiliar católico de Munique e o pastor protestante Reverendo Martin Niemöller. Em 1940, "os bispos alemães e o papa haviam convencido o Reichsführer-SS Heinrich Himmler a concentrar todos os padres presos nos vários campos de concentração em um campo e a abrigá-los em blocos separados com uma capela onde poderiam fazer missa. No início de dezembro de 1940, os padres que já estavam em Dachau foram colocados no quarteirão 26, perto do final da rua do acampamento. Em duas semanas, juntaram-se cerca de 800 a 900 padres de Buchenwald, Mauthausen, Sachsenhausen, Auschwitz e outros campos, que foram colocados nos Blocos 28 e 30. O bloco 30 foi posteriormente convertido em quartel de enfermaria".  

## Comemoração

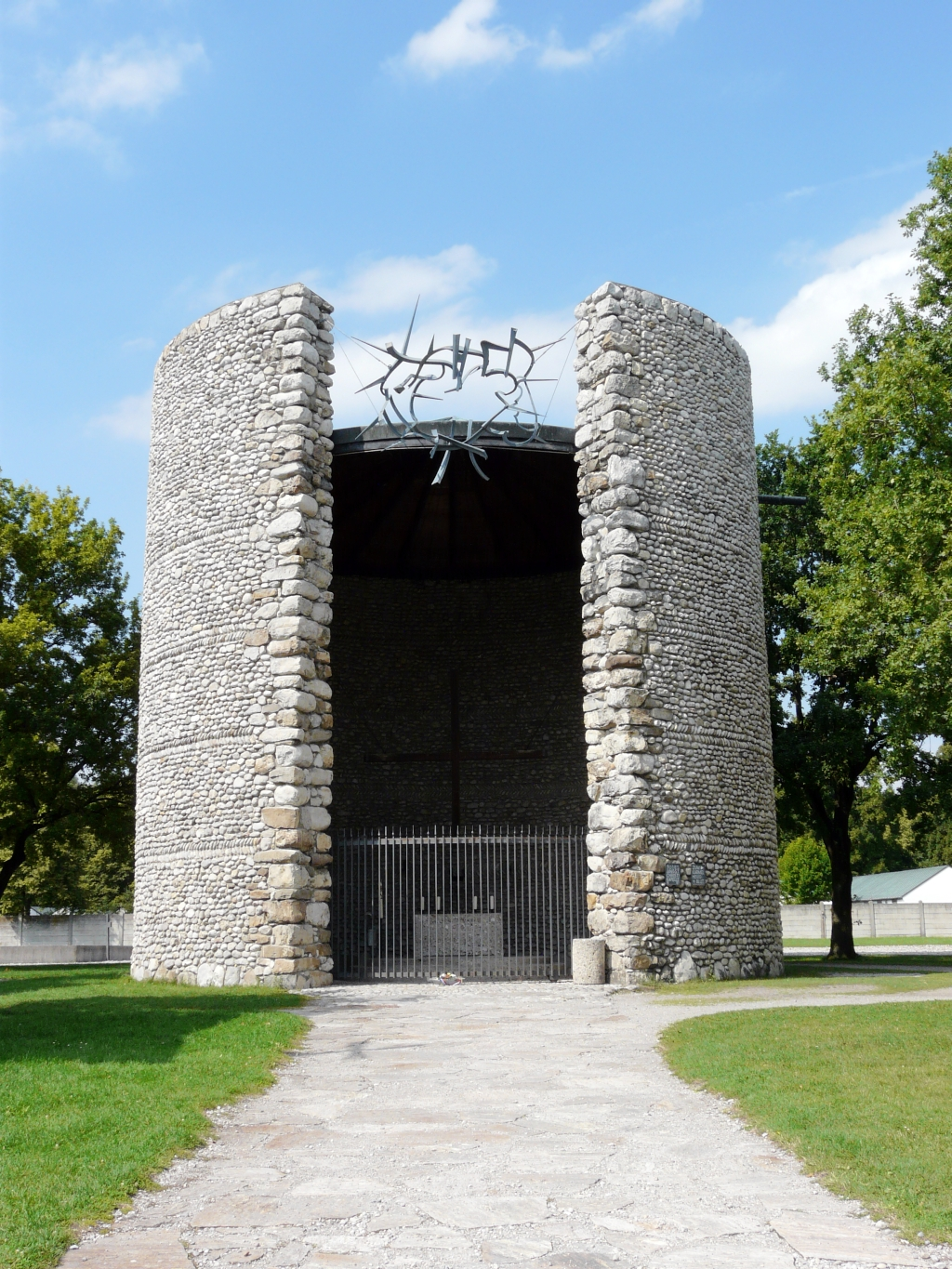
Capela da Agonia Mortal Católica de Cristo.

### Igreja Católica
A Capela da Agonia Mortal de Cristo foi construída em Dachau em 1960, como o primeiro monumento religioso no local, por instigação de ex-prisioneiros, incluindo Johannes Neuhäusler (mais tarde bispo auxiliar de Munique). Uma placa na parte de trás da capela lembra o sofrimento dos prisioneiros poloneses de Dachau e foi erguida por sobreviventes de sacerdotes poloneses. Os sobreviventes austríacos doaram o sino memorial, inscrito: "Em memória fiel de nossos camaradas mortos de todas as nações, dedicados por padres e leigos da Dachau da Áustria".
Um convento carmelita está situado perto da Torre da Guarda Norte, em Dachau, onde freiras oferecem orações por expiação. O convento abriga a "Madona de Dachau", uma estátua de Maria do Quartel dos Sacerdotes. Ex-prisioneiros também são enterrados no convento.

#### Santos de Dachau
Entre os sacerdotes-mártires que morreram em Dachau, estavam muitos dos 108 mártires poloneses da Segunda Guerra Mundial . O Beato Gerhard Hirschfelder morreu de fome e doença em 1942. O bem-aventurado Titus Brandsma, um carmelita holandês, morreu de uma injeção letal em 1942. O abençoado Alojs Andritzki, um padre alemão, recebeu uma injeção letal em 1943. O Beato Engelmar Unzeitig, um padre tcheco morreu de febre tifóide em 1945. O Beato Giuseppe Girotti morreu no campo em abril de 1945.
Em meio à perseguição nazista aos católicos tiroleses, o Beato Otto Neururer, um pároco foi enviado a Dachau por "calúnia em detrimento do casamento alemão", depois que aconselhou uma garota a se casar com o amigo de um nazista sênior. Ele foi cruelmente executado em Buchenwald em 1940 por realizar um batismo lá. Ele foi o primeiro padre morto nos campos de concentração.
O Beato Bernhard Lichtenberg morreu a caminho de Dachau em 1943. Em dezembro de 1944, o Beato Karl Leisner, um diácono de Munster que estava morrendo de tuberculose recebeu sua ordenação em Dachau. Seu companheiro de prisão Gabriel Piguet, o bispo de Clermont-Ferrand, presidiu a cerimônia secreta. Leisner morreu logo após a libertação do campo.

### Protestante
A Igreja Protestante de Reconciliação foi aberta em 1967. A arquitetura distinta foi projetada por Helmut Strifler. Um portão de aço dentro da capela de Fritz Kuhn está inscrito com palavras do 17º salmo: "Esconde-me à sombra das tuas asas".

### Igreja Ortodoxa Russa

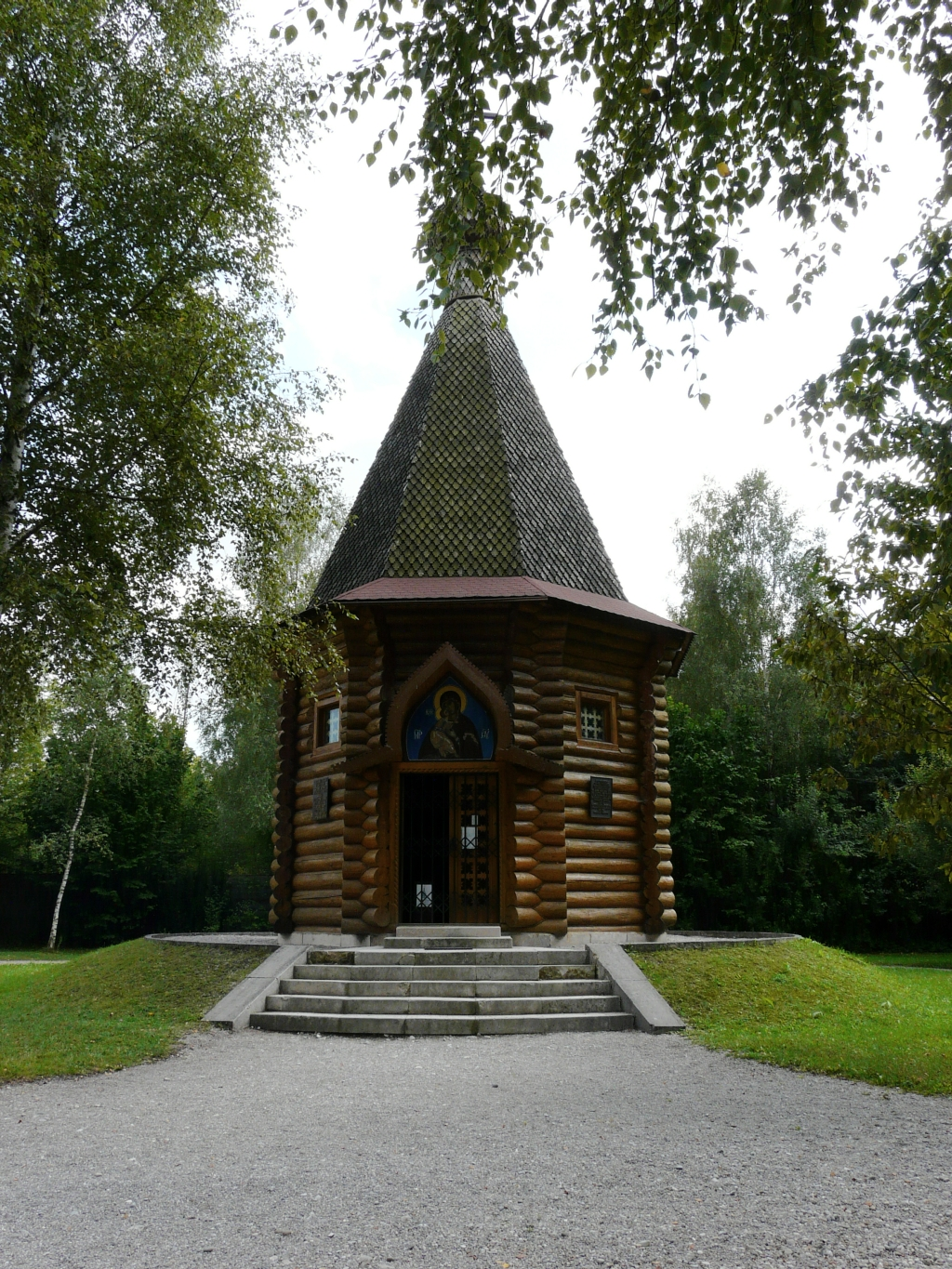
Ressurreição Ortodoxa Russa de nosso Senhor Capela.

A Ressurreição Ortodoxa Russa de nosso Lord Chapel foi inaugurada em 1995 e foi construída por um grupo das forças armadas russas. Os ícones representam o Cristo ressuscitado, levando os prisioneiros do acampamento para fora de seus alojamentos através de um portão aberto por anjos; A oração final de Jesus no jardim do Getsêmani; e Pilatos apresentando Cristo ao povo com as palavras "Ecce homo".

### Filme
- O nono dia; Alemanha 2004 por Volker Schlöndorff.

## Notável clero realizado em Dachau
- Bem-aventurado Engelmar Unzeitig (1911-1945) Ele era um membro professado dos Missionários Mariannhill. A Gestapo prendeu Unzeitig em 21 de abril de 1941 por defender judeus em seus sermões[48] e o enviou ao campo de concentração de Dachau sem julgamento em 8 de junho de 1941. No outono de 1944, ele se ofereceu para ajudar no atendimento a vítimas de febre tifoide, mas logo ele próprio contraiu a doença.[49] Unzeitig morreu da doença em 2 de março de 1945 e foi cremado. Ele ficou conhecido como o "Anjo de Dachau".
- Patriarca sérvio Gavrilo V da Igreja Ortodoxa Sérvia, preso em Dachau de setembro a dezembro de 1944.
- Vários dos 108 mártires poloneses da Segunda Guerra Mundial:
- Padre Jean Bernard (1907–1994), sacerdote católico romano do Luxemburgo que foi preso de maio de 1941 a agosto de 1942. Ele escreveu o livro Pfarrerblock 25487 sobre suas experiências em Dachau.
- O bem-aventurado Titus Brandsma, padre carmelita holandês e professor de filosofia, morreu em 26 de julho de 1942.
- Norbert Čapek (1870–1942) fundador da Igreja Unitária na República Tcheca.
- Josef Beran (1888-1969) após a Segunda Guerra Mundial, um cardeal e o arcebispo de Praga, casa detida pelo regime comunista e expulsa à força do país.
- Štěpán Trochta (1905-1974) após a guerra, um bispo tcheco preso por muitos anos pelo regime comunista e um cardeal pectore.
- O Beato Stefan Wincenty Frelichowski, padre polonês da Igreja Católica Romana, morreu em 23 de fevereiro de 1945.
- August Froehlich, padre católico romano alemão, protegeu os direitos dos católicos alemães e os maus-tratos aos trabalhadores forçados poloneses.
- Bendito Hilário Januszewski, polonês carmelita frade do sacerdote Antiga Observância e Católica Romana
- Ignacy Jeż, bispo polonês da Igreja Católica Romana
- Joseph Kentenich, fundador do Movimento Schoenstatt, passou três anos e meio em Dachau.
- Dom Jan Maria Michał Kowalski, o primeiro Ministro Generalis (Ministro Geral) da ordem dos Mariavitas. Ele morreu em 18 de maio de 1942, em uma câmara de gás em Schloss Hartheim.
- Adam Kozłowiecki, cardeal católico romano polonês, missionário na África.
- Max Lackmann, pastor luterano e fundador da Liga para a Reunião Evangélica-Católica.
- O Beato Karl Leisner, em Dachau desde 14 de dezembro de 1941, libertou 4 de maio de 1945, mas morreu em 12 de agosto de tuberculose contraída no campo.
- Josef Lenzel, padre católico romano alemão, ele ajudou dos trabalhadores forçados poloneses.
- Bernhard Lichtenberg - padre católico romano alemão, foi enviado para Dachau, mas morreu em 1943.
- Henryk Malak, sacerdote católico romano polonês em Dachau, de 14 de dezembro de 1941 até a libertação em abril de 1945. Ele escreveu o livro Shavelings in Death Camps, publicado após sua morte, sobre seus seis anos de prisão nos campos de Stutthof, Grenzdorf, Sachsenhausen e Dachau.
- Martin Niemöller, preso em 1941, libertado em 4 de maio de 1945.
- Nikolai Velimirović, bispo da Igreja Ortodoxa Sérvia e um influente escritor teológico, venerou como santo na Igreja Ortodoxa Oriental.
- Lawrence Wnuk, padre católico romano polonês.
- Nanne Zwiep, pastor da Igreja Reformada Holandesa em Enschede, falou do púlpito contra os nazistas e seu tratamento aos cidadãos holandeses e anti-semitismo, preso em 20 de abril de 1942, morreu em Dachau de exaustão e desnutrição 24 de novembro de 1942.
- Franz Boehm, pároco católico romano que repetidamente pregou no púlpito contra a ideologia nazista. Morreu em 13 de fevereiro de 1945 em Dachau.